# エッジ・オブ・アメリカ
『エッジ・オブ・アメリカ』（Edge of America）は2003年に制作されたアメリカ合衆国のテレビ映画。実話を元に、黒人教師が問題を乗り越えてインディアンの女子高校生の最弱バスケットボールのチームを強くし、インディアンの生徒との友情を育む姿を描いた、スポーツ・ドラマ。製作・監督はインディアンのシャイアン族とアラパホー族の血を引くクリス・エアー。上映時間は107分。

## ストーリー
黒人英語教師のケニー・ウイリアムズはユタ州にあるナバホ族インディアン保留地にある高校に赴任してくる。絆の強いインディアンの町での生活は最初馴染めなかったが、弱小の女子のバスケットボール部のコーチを務め、最弱だったバスケチームが勝ち進んでゆく。そんな中、ケニーが先住民の問題など困難を乗り越えて、自分と他人に尊敬する事を生徒達から教えられる。そして最弱チームは州大会を勝ち進み、チームはやがて決勝に進出して強豪チームに挑む。 

## 評価
2003年度のサンダンス映画祭で初公開され、サウスダコタ州ラピッドシティで開催された｢先住民の声｣映画祭で絶賛された。

## スタッフ
- 監督：クリス・エアー（Chris Eyre）
- 制作：クリス・エアー（Chris Eyre）/ウィリー・ホルツマン（Willy Holtzman）
- 製作総指揮：スティーブン・バーリー（Steve Burleigh）/ティム・ダイリー（Tim Daly）
- 脚本：ウィリー・ホルツマン（Willy Holtzman）
- 撮影：クラーク・マシス（Clark Mathis）
- 音楽：BC・スミス（B.C.Smith）

## キャスト
- ケニー・ウィリアムズ（Kenny Williams）：ジェームズ・マクダニエル（James McDaniel）
- アニー・ショーティ（Annie Shorty）：アイリーン・ベダード（Irene Bedard）
- カーラ・マッキニー（Carla McKinney）：デラナ・ステューディ（Delanna Studi）
- シャーリーン（Shirleen）：ミスティ・アパム（Misty Upham）
- フランクリン（Franklin）：エディ・スピアーズ（Eddie Spears）
- ドゥエイン（Dwayne）：コディ・ライトニング（Cody Lightning）
- マザー・トッシー（Mother Tsosie）：ジェラルディン・キームス（Geraldine Keams）
- ホーマー・ホートン（Homer Horton）：マイクル・フリン（Michael Flynn）
- フランシー（Francie）：フレイヤ・アスポースモントーヤ（Fraya Aspaas-Montoya）
- アルヴィナ'ベビー'・トッシー（Alvina 'Baby' Tsosie）：トリニ・キング（Trini King）
- マリッサ(ディアナ・アリソン)（Marissa(as Deanna Allison)）：ディーナ・タウシィ・アリソン（Deanna Taushi Allison）
- ルロワ・マッキニー(ティム・ダイリー)（Leroy McKinney (as Tim Daly)）：ティム・ダイリー（Tim Daly）
- クーチ（Cuch）：ウェス・ステューディ（Wes Studi）
- ステラ・ダッジ(レッド・フレミング)（Stellar Dodge (as Reb Flemming)）：レッド・フレミング（Reb Fleming）
- ジャスパー（Jasper）：ライル・バハゾニ（Lyle Bahazoni）